# Habenaria chejuensis
Habenaria chejuensis là một loài thực vật có hoa trong họ Lan. Loài này được Y.N.Lee & K.Lee mô tả khoa học đầu tiên năm 1998.